# Castello di Vezio

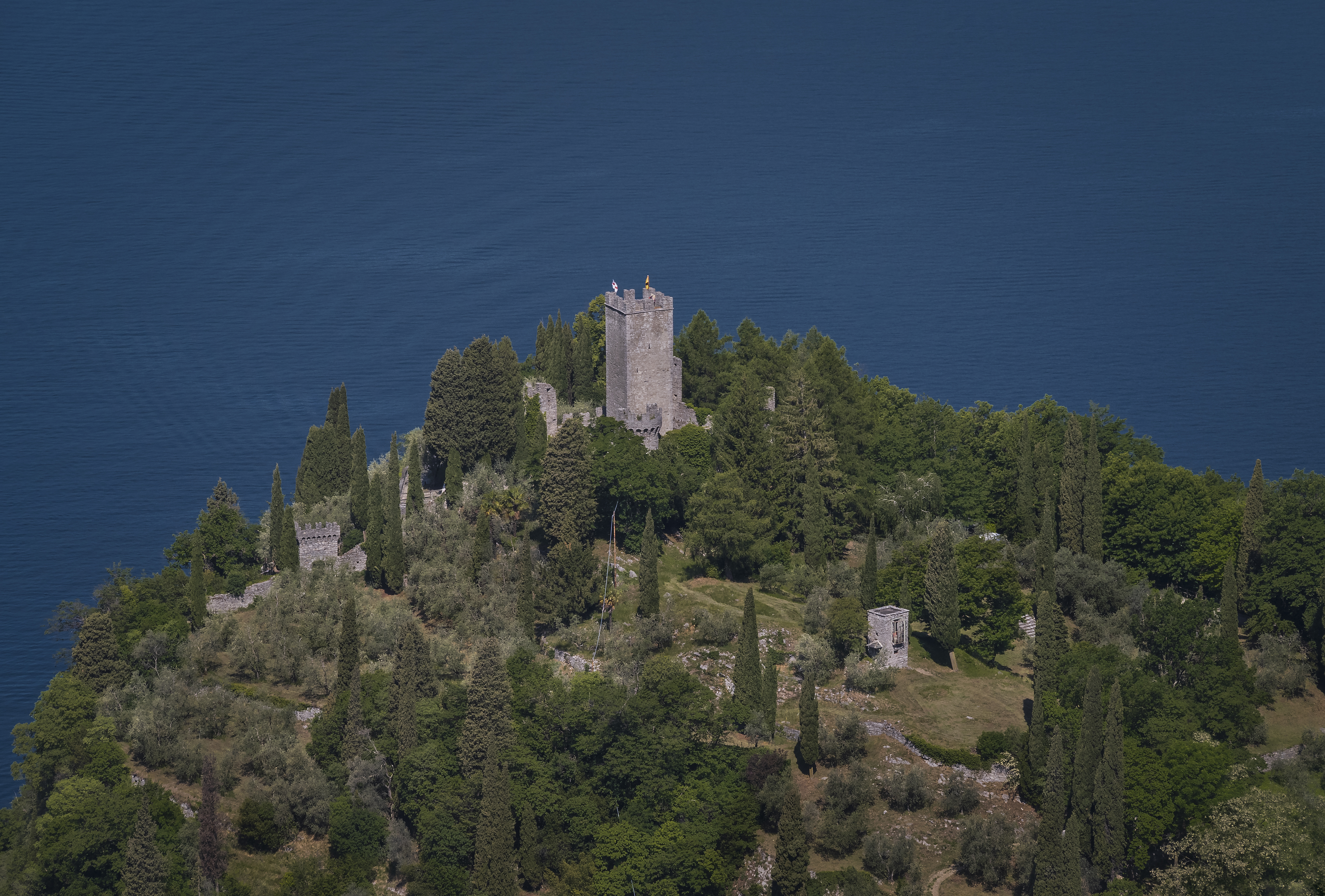
Castello di Vezio

Castello di Vezio ist eine Burgruine in der Gemeinde Varenna am Comer See. Sie steht auf einem Berg direkt oberhalb des alten Dorfzentrums von Varenna. Die Anlage war früher durch Mauern direkt mit dem Dorf verbunden.

## Geschichte
Das Castello di Vezio wurde im späten 11. und frühen 12. Jahrhundert erbaut. Seit dem Jahr 1999 ist die Burgruine der Öffentlichkeit zugänglich. Im restaurierten Bergfried befindet sich eine Ausstellung über den 1830 bei Perledo entdeckten Lariosaurus, einem Dinosaurier aus dem Mittleren Trias.
Während des Ersten Weltkriegs wurde direkt unterhalb der Festung ein Posten installiert, der mit den Befestigungen der Frontiera Nord verbunden war.
Die Burg wurde Mitte des zwanzigsten Jahrhunderts teilweise restauriert und verfügt heute über einen quadratischen Wachturm, der über eine kleine Zugbrücke zugänglich ist und bis zur Spitze besichtigt werden kann, umgeben von einer ersten viereckigen Mauer mit einem teilweisen Eckturm.

## Falknerei

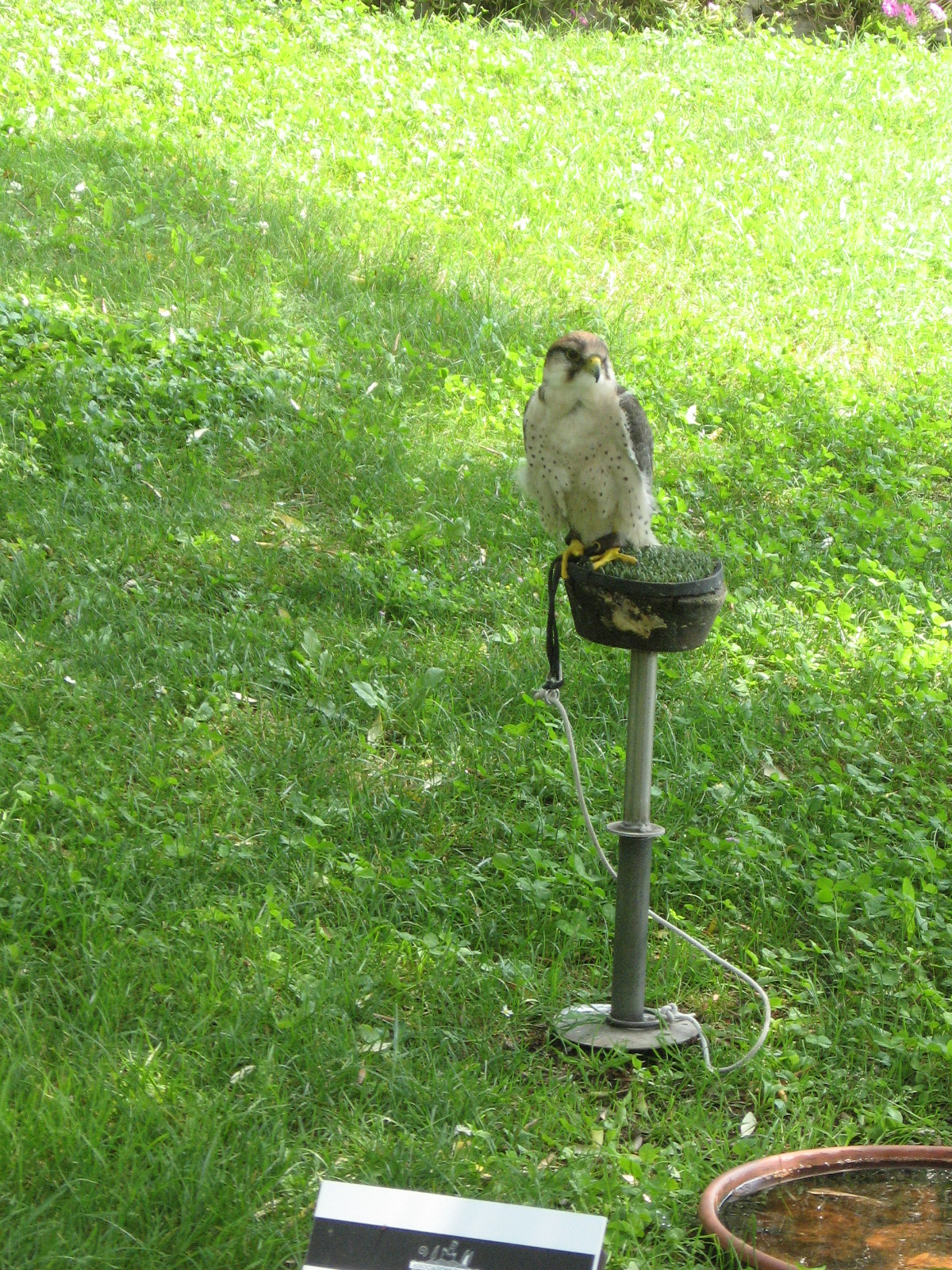
Lannerfalke der Falknerei im Castello di Vezio

Von 2003 bis Oktober 2022 befand sich in der Burg von Vezio eine Greifvogelschau. Ein Falkner führte dort fast täglich 1. März bis 1. Dezember Greifvögel und Eulen in einer Flugschau vor. Wegen Vandalismus wurde die Falknerei dauerhaft eingestellt.

## Panorama
Vom Hauptturm und vom Garten hat man einen weiten Blick auf den Comer See.